# تپه چیا حسننی
تپه چیا حه س نه نی مربوط به عصر مس - عصر برنز - عصر آهن است و در شهرستان کوهدشت، بخش کونانی، دهستان کونانی، ۸۰۰ متری جنوب روستای حیدرخانی، ۳۰۰ متری جنوب باغ مولا مراد بهاری واقع شده و این اثر در تاریخ ۱۸ اسفند ۱۳۸۷ با شمارهٔ ثبت ۲۵۲۳۸ به‌عنوان یکی از آثار ملی ایران به ثبت رسیده است.